# K9copy
K9copy es un programa libre que facilita la copia de DVD en el sistema operativo GNU/Linux. La legalidad de esta copia se basa en el derecho de copia privada.

## Funcionalidades
Se le suele comparar con su equivalente en Windows DVD Shrink, ya que ambos son capaces de 'reducir' un DVD-9 a DVD-5. De esta forma, un DVD original de doble capa se puede almacenar en un DVD grabable de una capa.
Para reducir más el espacio ocupado por la imagen del DVD, k9copy permite eliminar los menús originales y seleccionar las pistas de audio y subtítulos a copiar.
El programa permite al usuario almacenar la imagen reducida como una imagen ISO, para más tarde grabarla en un DVD usando cualquier programa grabador de CD/DVD, como por ejemplo K3b.
K9copy también es útil para evitar algunos tipos de protecciones anticopia de los DVD
El 24 de julio de 2011 el autor ya no sigue con el desarrollo del programa.
«That's it, it's the end !» (Web) (en inglés). 24 de julio de 2011. Archivado desde el original el 13 de julio de 2012. Consultado el 14 de junio de 2012.

## Software en el que se basa
Como la gran mayoría del software libre, k9copy se apoya en más software libre que realiza funciones complementarias no programadas directamente en sí mismo. En concreto k9copy necesita:
- DVDAuthor
- libdvdread
- growisofs
- MEncoder
- MPlayer
- libhal
- libdbus
- libdbus-qt